# Ленанефтегазгеология
Производственное геологическое объединение (ПГО) «Ленанефтегазгеология» —  было создано в 1979 году в Якутске на базе треста «Якутнефтегазразведка», который был организован в 1972 году в составе Якутского ордена Ленина территориального геологического управления. Учитывая важность задач предусмотренных Постановлением ЦК КПСС и Совета Министров СССР «Об усилении геологоразведочных работ на нефть и газ в Якутской АССР в 1972 – 1975 гг.» трест уже в конце года был выведен в прямое подчинение Министерства геологии РСФСР. Руководили трестом «ЯНГР» во время организации и необоснованного, материально не обеспеченного на начальном этапе периода резкого увеличения объёмов сейсморазведочных и буровых работ: управляющий - П.Б. Таксиор, главные инженеры - Ю.Ф. Баракин, А.М. Зотеев, главные геологи – Е.И. Сафонов, В.Е. Бакин, заместитель управляющего по геофизическим работам А.С. Токарев.
Руководили объединением в период его деятельности: генеральный директор А.М. Зотеев, позднее В.В. Зеленский, главный инженер В.А. Белинкин, позднее О.Н. Спиридонов, главный геолог В.Е. Бакин, позднее М.И. Алексеев. Начальниками основных отделов и служб объединения в разное время работали: геологического (с 1988 г. служба геолого – методического обеспечения) – В.А. Маренин, И.А. Ботев, М.И. Алексеев; технологического (с 1988 г. – служба производственно – технического обеспечения) – А.Н. Спиридонов; ПДО – Д.П. Сидоров, В.С. Фролов; отдела по опробованию и испытанию скважин – В.М. Кунгуров; геофизического – М.А. Цикель; ОГМ и ОГЭ - А.В. Шмелёв, О.П. Кудлай, Н.М. Посвятовский, М.П. Дубас; планово – экономического – Г.Г. Ушаков; ООТ и ЗП - Г.Н. Копылова; службы (партии) производственно – технической информации (экономического анализа) – Ю.В. Лазаренкова. Проектно – сметное бюро (партию) последовательно возглавляли В.П. Вильмс и В.Н. Тегин.
В состав объединения изначально вошли три нефтеразведочные (нефтегазоразведочные) экспедиции: Вилюйская (Ю.И. Пелипенко, С.А. Зайцев, В.С. Головачёв); Сангарская (В.Ф. Кеввай, Г.В. Хасанов, В.В. Курлаев), Среднеленская (Е.И. Сафонов, В.И. Васильев, В.В. Токин), позднее в 1980 г. была создана Витимская (Б.С. Якупов, Б.И. Давыденко, О.В. Иванов) и в 1986 г. из ПГО «Якутскгеология» передана Чаро – Токкинская. Кроме этого ПГО включало Якутскую комплексную геофизическую экспедицию (Т.Я. Гребёнкин, В.Н. Вялков, А.А. Гудков), на базе которой в 1981 г. был создан трест «Якутсгеофизика» и Якутскую тематическую экспедицию. Деятельность основных подразделений объединения обеспечивали: Осетровская база материально – технического снабжения (г. Усть – Кут Иркутской области), Управление строительства, Автотранспортное управление и Управление связи.
Результаты деятельности нефтегазоразведочных экспедиций объединения и треста «Якутскгеофизика» наглядно демонстрируют: рост объёмов сейсморазведки и глубокого бурения до 1988 года, текущее состояние Государственного баланса нефти, газа, газового конденсата и дополняет или предваряет выполненная оценка перспектив нефтегазоносности удалённых малоизученных территорий Якутии.
Изложенная в Постановлении ЦК КПСС и Совета Министров СССР от 13.07.1972 г. задача по резкому трёхкратному увеличению объёмов глубокого бурения и доведению запасов природного газа по состоянию на 1.01.1976 г. до 800 – 1000 млрд. м3. по объективным причинам трестом «ЯНГР» выполнена не была, но по результатам оперативного подсчёта на 1.01.1993 г. запасы превысили данные уровни. А с учётом результатов рассмотрения отчётов с подсчётом запасов по Талаканскому, Верхневилючанскому и Чаяндинскому НГКМ объёмы природного газа по промышленным категориям более чем удвоилось. При этом все подсчёты
базировались на геолого – геофизических материалах полученных в период деятельности ПГО (ГГП) «Ленанефтегазгеология». Достигнутый объём запасов природного газа позволил обеспечить производственные и социальные объекты Якутии и подготовку «Восточной газовой программы» с формированием Якутского центра добычи и переработки газа и строительством магистрального газопровода «Сила Сибири». А подготовленные по разведанным месторождения запасы нефти, начать её добычу в промышленных масштабах с подачей в нефтепровод «Восточная Сибирь – Тихий океан».
ГГП (ПГО) «Ленанефтегазгеология» было ликвидировано приказом №2П от 31 марта 1992 года по только что созданному республиканскому министерству энергетики и топлива, практически сразу после перехода предприятия под юрисдикцию Республики (Саха) Якутия.